# 俞廷華
俞廷華（？—？），字去華，江西廣信府永豐縣人，民籍，明朝政治人物。

## 生平
萬曆二十八年（1600年）庚子科江西鄉試八十名舉人，萬曆三十八年（1610年）庚戌科會試第二百五十八名，第三甲第二百二名進士。授福建連江縣知縣。

## 家族
曾俞夷仲，壽官；祖父俞文翰，壽官；父俞煉章；母周氏，繼母鮑氏。具慶下。弟延華、迪華、旂華、旌華、旐華。